# Islam au Népal

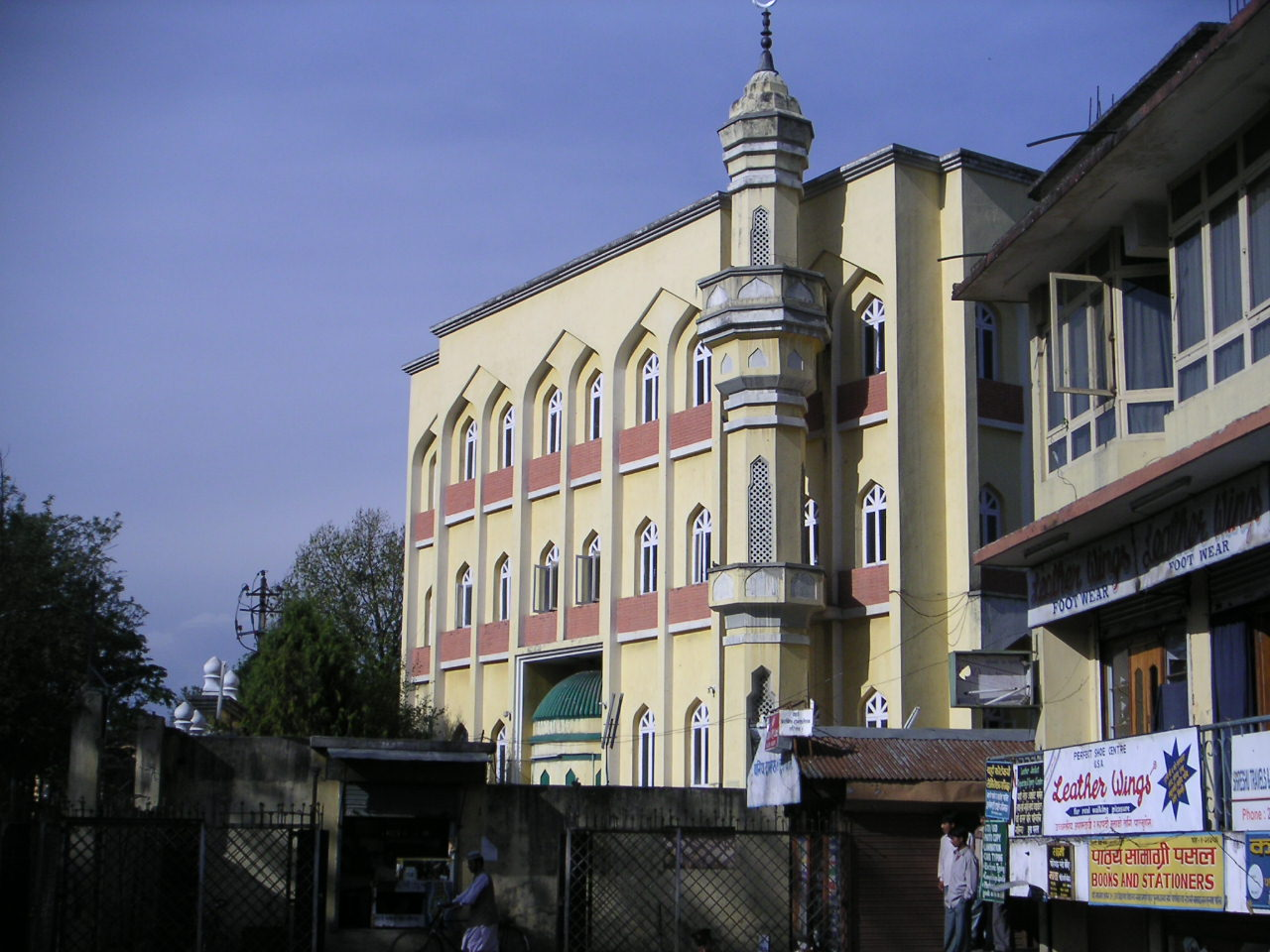
La grande mosquée de Katmandou.

L’islam est une religion minoritaire au Népal, État laïc depuis 2007. En 2011, d'après un recensement, les musulmans représentaient 4,4 % de la population, soit environ 1 160 000 personnes. Il a été introduit dans le pays par des migrants venant d'Inde principalement.
Les musulmans du Népal sont principalement sunnites, mais constituent un groupe hétérogène. Leurs ancêtres viennent de différentes parties d’Asie du Sud et du Tibet. Environ 95 % de la communauté musulmane vit dans la région du Terraï. Les autres vivent surtout à Katmandou et dans les collines de l'Ouest. Les districts rassemblant une population musulmane importante sont le Rautahat (19,7 % de la population du district), le Bara (13,0 %) et le Parsa (14,5 %), dans le Terraï central, le Kapilvastu (18,2%) et le Banke (19,0 %) dans le Terraï occidental, et le Siraha (7,5 %), Sunsari (11,5 %) dans le Terraï oriental.

## Histoire
Les musulmans sont implantés au Népal depuis plusieurs siècles. Ils ont un vécu historique commun important qu'ils partagent avec la majorité hindoue, et partagent avec elle le même patriotisme. Malgré tout, les communautés musulmanes du Terraï continuent pour une part à vivre dans la culture de leurs ancêtres, notamment celle des États indiens de l'Uttar Pradesh et de Bihar. Quatre communautés distinctes coexistent dans l'histoire de l'islam népalais : les Tibétains, les Cachemiris, les Churautes et les Madhésis.

### Les musulmans madhésis
Les musulmans madhésis se trouvent dans le Terraï, une étroite plaine coincée entre le Nord de l'Inde et les premières collines de l’Himalaya. Certains étaient déjà présents au temps de l'unification du Népal, alors que d'autres ne sont arrivés de l'Inde britannique qu'au XIXe siècle, comme ouvriers agricoles. Actuellement, certains sont de véritables paysans, mais la plupart ont une autre activité à côté. Ils parlent souvent ourdou, ou bien awadhi, bhojpuri ou maithili, selon la partie du Terraï où ils vivent.
La société musulmane de la région du Terraï est organisée sous forme de castes, mais d'une façon différente des Madhésis hindous, où par exemple dîner avec les membres de certaines castes inférieures rend impur. Les mariages sont endogames, mais aucun principe islamique ne fonde le concept de caste. Il s'agit simplement de maintenir une identité séparée et distincte pour chaque caste.

### Les musulmans cachemiris

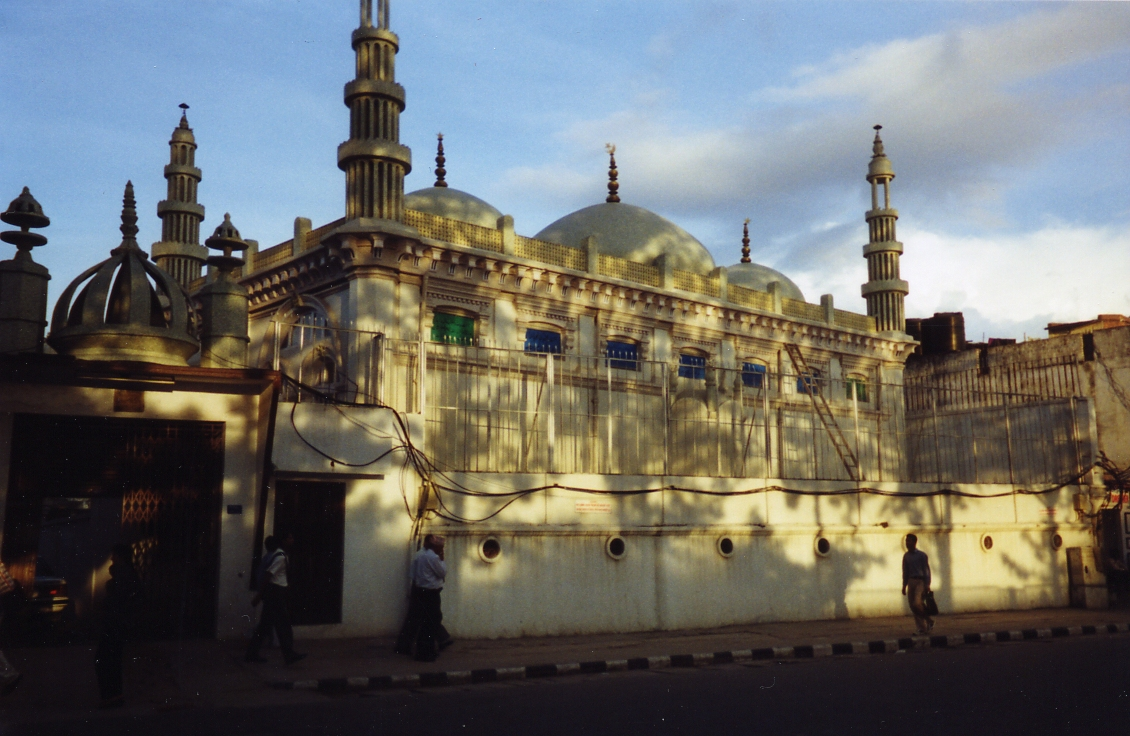
La grande mosquée de Katmandou.

D'après les Vamshavalis, les musulmans du Cachemire sont arrivés à Katmandou à l'époque du roi Rama Malla, entre 1484 et 1520. Ils construisirent une mosquée appelée Takia du Cachemire, et travaillèrent à comme scribes à la suite de ce qu'ils faisaient au sultanat de Delhi, ou encore comme parfumeurs, musiciens ou marchands de bracelet. Certains furent admis à la cour (durbar) des Malla, et d'autres purent faire du commerce avec le Tibet voisin. Ils étaient environ deux mille à Katmandou, où leurs descendants se sont ensuite installés. Ils avaient reçu une éducation, et parlaient entre eux un mélange de népalais et d'ourdou, qu'ils ont préféré au cachemiri. Certains parlent aussi newari. Ils sont maintenant marchands, ou bien fonctionnaires, ou encore sont entrés en politique.
Une seconde vague de musulmans du Cachemire est arrivée dans les années 1970 pour vendre des bibelots aux touristes européens de Katmandou. Une accélération de leur migration depuis Srinagar a été observée depuis le conflit de Jammu-et-Cachemire apparu à la fin des années 1990. De nombreux boutiquiers sont arrivés avec leurs stocks de marchandise. Les nouveaux migrants du siècle dernier côtoient très peu les migrants plus anciens du début du XVIe siècle.

### Les Churautes
Les Churautes sont un autre groupe de musulmans venus du Nord de l'Inde aux XVIe siècle et au XVIIe siècle. Ils sont venus comme main d'œuvre d'armement pour les seigneurs locaux des collines. Ils sont restés ensuite dans les collines en fabriquant des ustensiles agricoles et des bibelots. Bien que les descendants de ces migrants soient connus comme les Churautes, ou vendeurs de bracelets, la majorité sont des fermiers. Les Churautes sont dispersés dans le centre du Népal, dans les districts de Gorkha, Tanahu, Kaski, Syangja, Palpa, Arghakhanchi, Pyuthan et Dailekh.
Les Churautes ont été progressivement influencés par le milieu de vie hindou. Ils suivent certains rites musulmans comme la circoncision, où l'enterrement des morts, mais sont moins regardants sur la pratique de la dot ou de la zakat. Ils parlent le népalais, et ont suivi les coutumes alimentaires et vestimentaires de leurs voisins Bahuns et Chhetris.

### Les musulmans tibétains
La dernière catégorie de musulmans vivant au Népal sont les musulmans tibétains, venant du Ladakh ou du Tibet proprement dit. Les derniers arrivèrent au Népal lors du coup d'État chinois de 1959. Ils ont la même langue et les mêmes vêtements que les bouddhistes. Aujourd'hui, beaucoup vendent des bibelots. Globalement, ils sont plus aisés que les autres groupes de musulmans.
L'islam est arrivé au Tibet vers le XIIe siècle, dans une culture complètement bouddhiste. Il semble que ce sont des marchands du Cachemire et du Ladakh qui se sont installés au Tibet et se sont mariés avec des femmes tibétaines, qui se convertirent vraisemblablement à la religion de leur mari. D'après Thomas Arnold, l'islam a crû graduellement par le jeu des mariages et des interactions sociales, jusqu'à ce qu'une communauté de taille suffisante s'installe à Lhassa.

## L'islam contemporain
Dans les faits, l'hindouisme reste[Quand ?] la religion de l'État népalais, au détriment des minorités religieuses musulmane et chrétienne, qui voient des conversions s'opérer. Il y aurait 3 600 mosquées dans le pays, et autant de madrasas.
L'hindouïsme impose la crémation des morts. Une exception existe, de sorte que les musulmans et les chrétiens enterrent leurs morts dans des zones peu fréquentées. Or, à Katmandou, les autorités du temple hindou de Pashupatinath ont incinéré les cadavres après avoir entravé des cérémonies d'enterrement. Cela a causé des manifestations et des grèves de la faim de musulmans et de chrétiens en 2011.
Dans la dernière décennie, les musulmans ont subi de nombreuses attaques de la part d'extrémistes hindous. Ainsi, en 2011, le secrétaire général de la Fédération islamique du Népal a été assassiné pour des raisons inconnues, sans revendication de quiconque.